# أنتوني بيكمان
أنتوني بيكمان (بالهولندية: Anthony Biekman)‏ (16 مايو 1994 بزوترمير في هولندا - ) هو لاعب كرة قدم هولندي في مركز الهجوم. لعب مع آر كي سي فالفيك ودين بوستش ونادي دوردريخت.

## روابط خارجية
- أنتوني بيكمان على موقع قاعدة بيانات كرة القدم.إي يو (الإنجليزية)
- أنتوني بيكمان على موقع Soccerway.com (الإنجليزية)